# لوبانگه
لوبانگه (به لاتین: Lubanie) یک روستا در لهستان است که در گمینا لوبانگه واقع شده است. لوبانگه ۸۱۰ نفر جمعیت دارد.